# Popowo (jezioro)
Popowo – jezioro w woj. wielkopolskim, w powiecie złotowskim, w gminie Jastrowie, leżące na Równinie Wałeckiej.

## Dane morfometryczne
Powierzchnia zwierciadła wody według różnych źródeł wynosi od 8,98 ha (lustra wody) lub 10,45 ha (ogólna) do 15,0 ha.
Zwierciadło wody położone jest na wysokości 123,8 m n.p.m.

## Hydronimia
Według danych z państwowego rejestru nazw geograficznych urzędowa nazwa tego jeziora to Popowo.
Według spisu opracowanego przez Komisję Nazw Miejscowości i Obiektów Fizjograficznych (KNMiOF) nazwa tego jeziora to Popowo. W różnych publikacjach i na mapach topograficznych jezioro to występuje pod nazwą Nadarzyckie Długie.
Dane z państwowego rejestru nazw geograficznych podają oboczne nazwy tego jeziora: Jezioro Długie Nadarzyckie, Pniewo.